# Walter Bishop
Pour les articles homonymes, voir Bishop.
Walter Bishop est l'un des personnages principaux de la série télévisée américaine Fringe. Il est incarné par John Noble.

## Biographie fictive

### Jeunesse
Walter Bishop est né en 1946 à Londres. Son père est le docteur allemand Robert Bischoff (« anglicisé » ensuite en Bishop après la Seconde Guerre mondiale) qui collabora avec les Alliés contre le gouvernement nazi en sabotant les recherches scientifiques allemandes et en divulguant des informations aux Américains.

### Carrière scientifique
Walter grandit avec l'amour des sciences comme son père. Dans les années 1970, il travaille pour le gouvernement américain et développe le programme Kelvin Genetics avec la collaboration de son ami de longue date William Bell. En parallèle, il épouse Elizabeth avec qui il aura un fils nommé Peter en 1978.
Walter et William se lancent dans de nombreuses expériences autour de la fringe science, notamment pour créer des armes potentielles pour l'Armée américaine. Ils découvrent grâce à l'utilisation du LSD l'existence d'un autre monde. Ils créent alors une fenêtre trans-dimensionnelle pour observer ce monde. Ils découvrent alors que ce monde est technologiquement bien plus avancé. Les deux compères copient alors certains objets qu'ils vendent ensuite à l'Armée. Ils envoient aussi des objets dans l'autre monde, notamment la voiture de William, et s'aperçoivent qu'il faut toujours contrebalancer les deux mondes : si un objet passe dans un monde, un autre similaire doit en sortir...
En 1985, son fils Peter, âgé de 7 ans, tombe gravement malade et souffre d'un mal génétique inconnu. Walter fait alors tout son possible pour le guérir. Il tente même de construire une machine à voyager dans le temps pour aller chercher dans les années 1930 un spécialiste de cette maladie. Mais il ne peut finalement rien et Peter meurt dans ses bras. Inconsolable, Walter observe son alter-ego alternatif, surnommé Walter-ego, en train d'essayer lui aussi de guérir « son » Peter. Ce dernier semble toucher au but après avoir trouvé la bonne formule. Walter décide alors d'aller dans le monde alternatif avec les ingrédients nécessaires à l'achèvement du traitement du remède pour soigner le Peter du monde alternatif.
Nina Sharp découvre les agissements de Walter. En essayant de stopper l'ouverture du passage sur le lac Reiden, son bras droit reste coincé dans l'autre monde (il sera plus tard remplacé par une prothèse cybernétique). Lors du passage dans l'autre monde, Walter a cassé la fiole avec le médicament pour Peter. Il décide alors de le soigner dans le monde réel. Walter et Peter manquent de se noyer dans le lac gelé en revenant dans le monde réel, mais sont sauvés in extremis par l'observateur September.
Walter ramène ensuite Peter chez lui, avec sa femme Elizabeth. Mais dès lors, ils sont incapables de se décider à le renvoyer dans le monde alternatif. Ils choisissent alors de l'élever comme leur propre fils.

### Internement
En 1991, l'assistante de Walter, Carla Warren, est accidentellement tuée lors d'un incendie dans le labo de Walter. William Bell, se faisant passer pour le Dr. Simon Paris, opère le cerveau de Walter, à la demande de ce dernier, par peur de l'homme qu'il devenait. Walter est alors diminué et jugé comme fou. Jugé coupable de la mort de Carla, Walter est interné à l’hôpital psychiatrique St Claire's. Plus personne ne lui rend alors visite, pendant 17 ans. Peter ne contactera son père que pour lui annoncer la mort d'Elizabeth dans un accident de la route en 2001.

### Saison 1
À Bagdad, Peter Bishop est approché par l'agent du FBI Olivia Dunham. Cette dernière souhaite qu'il lui fasse rencontrer Walter à l'hôpital psychiatrique, car seul un de ses proches peut lui rendre visite. Olivia a besoin des connaissances de Walter pour sauver son collègue et amant John Scott. Grâce au FBI et au supérieur d'Olivia, Phillip Broyles, Walter est libéré mais doit demeurer sous la tutelle de Peter. Walter et Peter s'associent donc à Olivia pour une série d'enquêtes sur des phénomènes paranormaux inédits mais très souvent liés aux travaux passés de Walter.
Très perturbé par son internement, Walter peine à se concentrer sur les conversations, son entourage, etc. Mais Peter l'aide et tente de lui rappeler ce dont il a besoin. Grâce au FBI, Walter retrouve son labo au sous-sol de l'université Harvard. Il y est désormais assisté par l'agent du FBI Astrid Farnsworth.

## Nom du personnage
À l'instar de nombreux personnages de la série, son nom de famille est celui d'un scientifique réputé : J. Michael Bishop, Prix Nobel de physiologie ou médecine en 1989.

## Interprète
Walter Bishop est incarné par John Noble.